# Джованні Чева
Джованні Чева (італ. Giovanni Ceva; 7 грудня 1647 — 15 червня 1734) — італійський математик і інженер, що довів теорему Чеви про геометрію трикутника. Основною заслугою є побудова вчення про січні, яке поклало початок нової синтетичної геометрії. Воно викладено в творі «Про прямі, що перетинаються» (De lineis rectis se invicem secantibus, statica constructio, 1678).
Джованні Чева здобув освіту в єзуїтському коледжі Мілана, а в 1670 році поступив в Пізанський університет. У 1685 році одружився з Сесілією Веччі, у них було кілька дітей.
Чева був інженером-гідравліки і як такий кілька разів служив уряду Мантуї. Він помер під час облоги Мантуї. Також він опублікував одну з перших робіт з математичної економіки (De re nummeraria, 1711), в якій розглядалися умови рівноваги грошової системи Мантуї.